# المحاريق (السياني)

تعديل مصدري - تعديل

المحاريق محلة تابعة لقرية الظرافة، التابعة لعزلة ذي شراق بمديرية السياني إحدى مديريات محافظة إب في الجمهورية اليمنية.، بلغ تعداد سكانها 23 حسب تعداد اليمن لعام 2004.